# Roberto Baronio
Roberto Baronio (* 10. Dezember 1977 in Manerbio) ist ein ehemaliger italienischer Fußballspieler und aktueller -trainer.

## Spielerkarriere

### Anfänge
Roberto Baronio startete seine Karriere als Fußballer 1994 bei Brescia Calcio. Bereits in seiner ersten Profisaison musste er jedoch mit seinem Team den Abstieg als Tabellenletzter hinnehmen. Nach einem Jahr in der Serie B wurde der 19 Jahre alte Baronio vom Erstligisten Lazio Rom verpflichtet. Bei den Römern unterschrieb der Mittelfeldspieler einen langfristigen Vertrag und blieb bis 2001 in der Hauptstadt – unterbrochen von zwei einjährigen Leihgeschäften.

### Lazio Rom
Für die Saison 1997/98 war Baronio an den Zweitligisten Vicenza Calcio ausgeliehen, für den er in 13 Spielen zum Einsatz kam, ohne ein Tor erzielt zu haben. Nach einem Jahr in Lazios Kader war es in der Saison 1999/2000 wieder so weit und Baronio wurde an den Ligarivalen AC Reggiana verliehen. Dort hatte er mit drei Toren in 31 Spielen entscheidenden Anteil am Klassenerhalt. Zwar stand er während der erfolgreichsten Zeit der Vereinsgeschichte bei Lazio unter Vertrag, jedoch war er während der Jahre 1998 und 2000 jeweils ausgeliehen und gewann die Titel Europapokal der Pokalsieger und UEFA-Super-Cup-Sieger 1999.

### Die letzten Jahre
Im Jahr 2001 war es dann so weit und Baronio verließ Lazio. Nach einem einjährigen Gastspiel beim AC Florenz, an dessen Ende der Abstieg in die Serie B stand, spielte er 2002/03 beim Erstligisten Perugia Calcio. Durch zwei starke Jahre bei Chievo Verona mit einem Tor in 50 Ligaspielen gelang es Baronio seinen Ex-Club Lazio von sich zu überzeugen, welcher ihn ein zweites Mal unter Vertrag nahm. Erneut konnte er sich nicht durchsetzen und blieb Ergänzungsspieler. Für die Rückrunde der Saison 2005/06 wurde er erneut verliehen, dieses Mal an Udinese Calcio. Im September 2008 wechselte Baronio leihweise zu Brescia Calcio in die Serie B. Die Saison 2009/10 verbrachte er nochmals bei Lazio, wo Baronio zu den Stammkräften im Mittelfeld zählte und in 24 Spielen der Serie A zum Einsatz kam. Zur Saison 2010/11 unterschrieb er einen Kontrakt beim Drittligisten Atletico Roma.

### Nationalmannschaft
Roberto Baronio absolvierte am 11. Juni 2005 sein einziges Länderspiel für Italien. Die Begegnung gegen Ecuador endete mit einem 1:1-Unentschieden.

## Erfolge
- Europapokal der Pokalsieger mit Lazio Rom: 1999
- UEFA Super Cup mit Lazio Rom: 1999
- Nachwuchsspieler des Jahres in der Serie A: 2000
- U-21-Europameisterschaft: 2000